# Banlieue sud-est
Banlieue sud-est est le premier roman de René Fallet écrit en 1946 et publié en 1947.

## Écriture et publication
René Fallet écrit ce roman alors qu'il n'est âgé que de 19 ans entre le 27 octobre et le 25 décembre 1946 à Paris et Villeneuve-Saint-Georges où se déroule la majeure partie de l'action. Il paraît aux éditions Domat en juin 1947, tiré à 8 000 exemplaires et est remarqué par Blaise Cendrars et Boris Vian :

« Mon cher Fallet, bravo ! C'est une réussite. »

— Blaise Cendrars.

« René Fallet. Je ne connais pas personnellement (je le regrette) ce jeune et talentueux bougre. [...] Mais j'ai lu sa Banlieue sud-est, comme beaucoup de gens, et j'ai été heureux d'y voir pour la première fois décrits et analysés avec sincérité et clairvoyance le cœur et le comportement du zazou de Seine-et-Oise, race curieuse et bien caractéristique. »

— Boris Vian.
À la suite de la disparition des éditions Domat, le livre devient introuvable jusqu'à sa réédition en 1965 mais René Fallet modifie des passages du texte qui n'est de nouveau publié dans sa première version qu'en 2008 au Cherche midi, compilé avec La Fleur et la Souris (1948) et Pigalle (1949) sous le titre Romans acides. Ces trois romans ont obtenu le Prix du roman populiste en 1950.

## Résumé
Comme il l'explique dans son avant-propos, René Fallet traite dans son roman de la jeunesse de sa génération, pendant les derniers mois avant la libération, en 1944, il déclare même que « les trois quarts de ce roman sont autobiographiques ». Le personnage principal est Bernard Lubin qui avec sa bande d'amis cherche le plaisir de vivre de l'adolescence malgré l'occupation, entre virées à la campagne, flirts avec les filles, disques de jazz achetés au marché noir, mais aussi bombardements, restrictions et STO. L'auteur aborde déjà les thèmes qui caractérisent toute son œuvre, comme l'anti-militarisme, l'hédonisme, la critique du travail et une vision poétique du monde.

## Différentes éditions
- Éditions Domat, Paris, 1947 (édition originale)
- Éditions Denoël, présentation de Georges Brassens, 1966  (ISBN 9782207203668)
- Le Livre de poche no 2157, 1967
- Folio Gallimard, 1974
- Rombaldi, 1980
- Romans acides, Le Cherche midi, 2008 (volume contenant également Pigalle et La Fleur et la souris)  (ISBN 978-2749133935)

## Adaptations à la télévision
- 1977 : Banlieue sud-est, feuilleton télévisé de Gilles Grangier